# 格子欠陥フォーラム
格子欠陥フォーラム（こうしけっかんフォーラム、Lattice Defect Forum）は、1958年に日本物理学会会員などが中心に設立された「格子欠陥会議」に端を発する研究会である。
1991年に研究会の名称を変更し、現在の「格子欠陥フォーラム」とした。運営は、日本物理学会領域10格子欠陥・ナノ構造分科が現在行っている（格子欠陥会議時代は、格子欠陥会議事務局が運営）。格子欠陥やナノ構造の物性に関わる研究成果などを議論し、更なる分野の発展のために設立された。格子欠陥会議の発足から60年以上の歴史を持ち、格子欠陥を主題とする日本の研究会として、最も古い歴史を持つ研究会である。年に1度行われている。

## 歴史
- 2020年（第30回格子欠陥フォーラム）：「格子欠陥の現在そして広がる未来 ”これまでの20年とこれからの20年” ”格子欠陥とアート”」
- 2019年（第29回格子欠陥フォーラム）：「格子欠陥とマテリアルズ・インフォマティクス」
- 2018年（第28回格子欠陥フォーラム）：「格子欠陥研究における理論・実験・計算の最前線」
- 2017年（第27回格子欠陥フォーラム）：「格子欠陥による摩擦・摩耗特性の制御」
- 2016年（第26回格子欠陥フォーラム）：「格子欠陥材料のマルチスケール計算科学」
- 2015年（第25回格子欠陥フォーラム）：「材料の強化と劣化のサイエンス」
- 2014年（第24回格子欠陥フォーラム）：
- 2013年（第23回格子欠陥フォーラム）：「電池材料中の格子欠陥」
- 2012年（第22回格子欠陥フォーラム）：「材料科学のための欠陥制御・評価」
- 2011年（第21回格子欠陥フォーラム）：「格子欠陥が担うエネルギー・環境材料に関する挑戦課題」
- 2010年（第20回格子欠陥フォーラム）：「格子欠陥による物質の機能性劣化と機能性制御」
- 2009年（第19回格子欠陥フォーラム）：「半導体格子欠陥の最前線」
- 2008年（第18回格子欠陥フォーラム）：「欠陥研究、その明日への挑戦」
- 2007年（第17回格子欠陥フォーラム）：「Forum of Lattice Defects」
- 2006年（第16回格子欠陥フォーラム）：「様々な物質の中で見られる格子欠陥 〜金属、半導体から液晶、タンパク質まで〜」（1996年にノーベル化学賞を受賞したハロルド・クロトー（フロリダ州立大学）が講演)
- 2005年（第15回格子欠陥フォーラム）：「原子・電子レベルで観る格子欠陥・ナノ構造」
- 2004年（第14回格子欠陥フォーラム）：「固体強度に関するモデリングとシミュレーション －最近の発展から－」
- 2003年（第13回格子欠陥フォーラム）：「原子・分子操作を用いた欠陥・ナノ構造の制御」
- 2002年（第12回格子欠陥フォーラム）：「21世紀の格子欠陥研究に残された課題」
- 2001年（第11回格子欠陥フォーラム）：「高欠陥濃度状態」
- 2000年（第10回格子欠陥フォーラム）：「これから20年の格子欠陥研究 & 実空間・実時間で格子欠陥を視る」
- 1999年（第09回格子欠陥フォーラム）：「固体中の原子ジャンプ及び拡散」
- 1998年（第08回格子欠陥フォーラム）：「シリコン炭素系物質中の格子欠陥」
- 1997年（第07回格子欠陥フォーラム）：「格子欠陥の原子・電子描像」
- 1996年（第06回格子欠陥フォーラム）：「転位；現状と将来の展望」
- 1995年（第05回格子欠陥フォーラム）：「ナノ結晶、メゾスコピック系物質の物性と格子欠陥」
- 1994年（第04回格子欠陥フォーラム）：「点欠陥の動的挙動を中心として」
- 1993年（第03回格子欠陥フォーラム）：「格子欠陥物理の新展開」
- 1992年（第02回格子欠陥フォーラム）：「半導体プロセスと格子欠陥」
- 1991年（第01回格子欠陥フォーラム）：「格子欠陥21世紀の課題」
- 1990年（第30回格子欠陥会議）：
- 1987年（第28回格子欠陥会議）：「超微細相互作用と陽電子消滅 ー核物理と材料物性の接点ー」[1]
- 1986年（第27回格子欠陥会議）：
- 1985年（第26回格子欠陥会議）：「極端条件下での格子欠陥の研究」[2]
- 1984年（第25回格子欠陥会議）：
- 1983年（第24回格子欠陥会議）：
- 1982年（第23回格子欠陥会議）：
- 1981年（第22回格子欠陥会議）：
- 1980年（第21回格子欠陥会議）：「金属の点欠陥における問題点」[3]
- 1979年（第20回格子欠陥会議）：「固体表面と格子欠陥」[4]
- 1978年（第19回格子欠陥会議）：
- 1977年（第18回格子欠陥会議）：
- 1976年（第17回格子欠陥会議）：
- 1975年（第16回格子欠陥会議）：
- 1958年（第01回格子欠陥会議）[5]：